# Brici

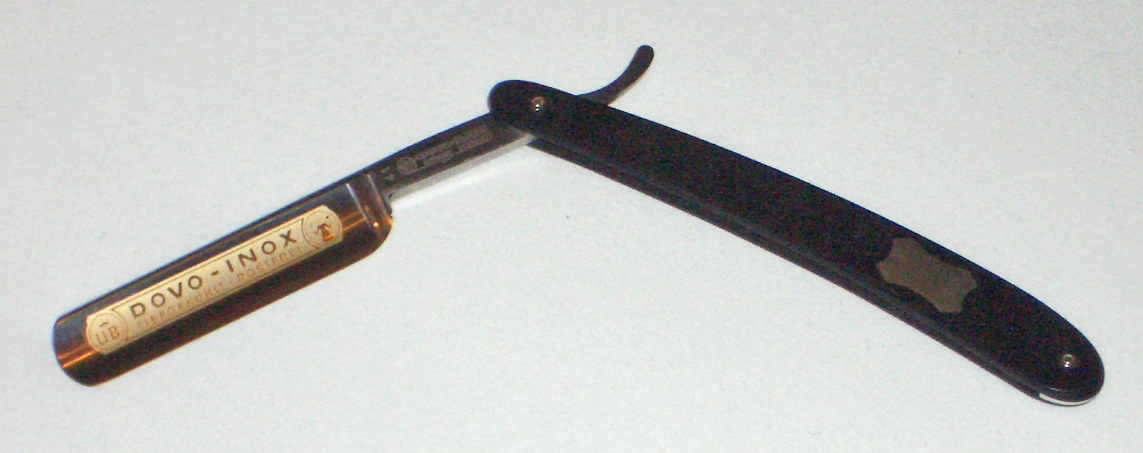
Brici

Briciul este un instrument asemănător unui cuțit, folosit pentru ras barba. Poate fi folosit atât pentru bărbieritul umed cât și pentru cel uscat.

## Istoria
Primele instrumente de ras erau confecționate din cremene ascuțit, din scoici sau dinți de rechin.
Există descoperiri arheologice ale unor cuțite de bărbierit din piatră (cremene sau obsidian) din mileniul al VI-lea î.d.H.

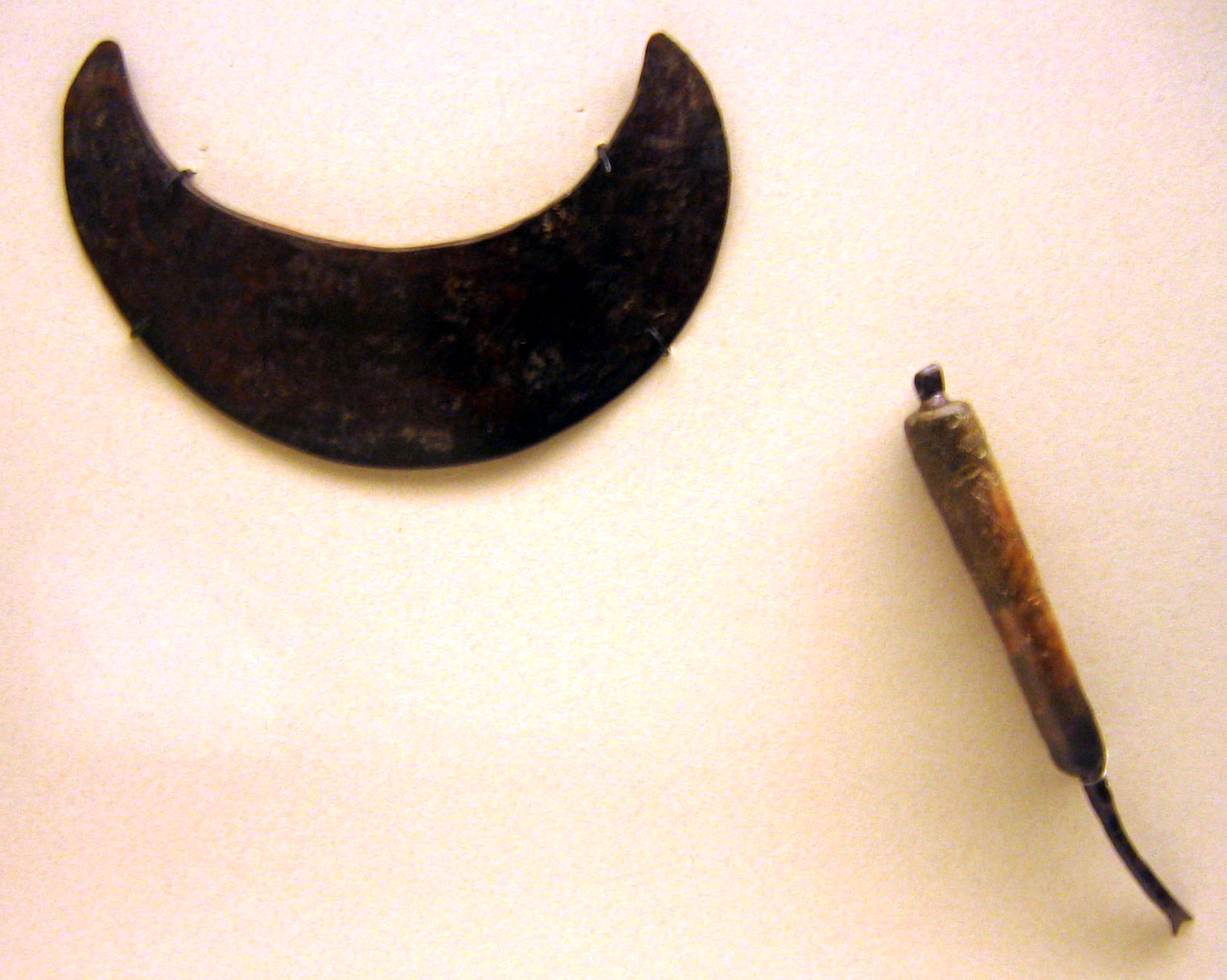
Cuțit de bărbierit (sus) găsit într-un mormânt din cultura Hallstatt. Jos, în dreapta, este un instrument pentru tăiat unghiile.

În nordul Europei au fost descoperite cuțite decorate de bronz, iar despre egipteni se știe că foloseau încă în secolul al 4-lea d.H. cuțite de bronz sau aur.
Istoricul antic roman Livy scrie că briciul a fost folosit pentru prima dată în Roma antică de către legendarul rege Lucius Tarquinius Priscus în secolul al VI-lea.
Primul brici modern, cu mâner decorat, a fost confecționat la Sheffield, Anglia, cândva în secolul al XVIII-lea sau al XIX-lea, după ce Benjamin Huntsman a produs primul oțel călit în anul 1740.
Obiceiul de a se rade zilnic nu exista în acea vreme, unii bărbați nerăzându-se deloc. De abia în secolul al XX-lea bărbații americani au început să se radă zilnic .

## Proprietăți
Briciul trebuie ascuțit foarte bine, lucru care se face prin așa-numită rectificare interioară, și să fie dintr-un oțel foarte dur.

## Îngrijirea
După folosire, briciul trebuie curățit cu mare atenție, uscat, și în mod ideal chiar și uleiat (dat fiind faptul că de obicei briciurile nu sunt făcute din oțel inoxidabil, ele ruginesc ușor).

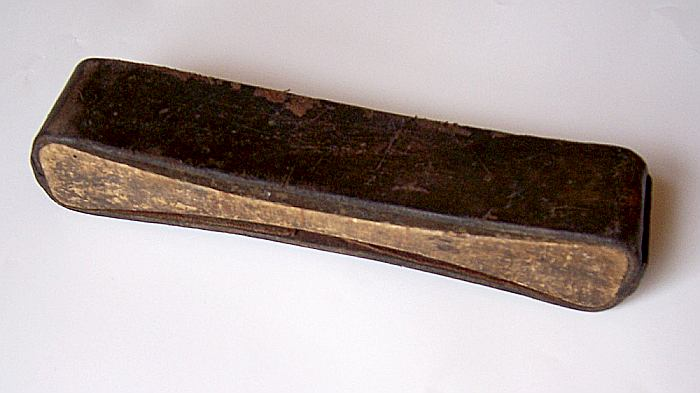
Curea de tras veche

Pentru a netezi asperitățile lamei după ras, se folosește o curea specială de tras briciul (poate fi folosită și o curea de pantaloni veche). Este preferabil ca un brici să nu fie folosit zilnic, pentru a-i da posibilitatea să se „odihnească”. De aceea înainte vreme existau seturi de briciuri, cu câte un brici pentru fiecare zi a săptămânii.
Când briciul nu mai este suficient de ascuțit după datul cu cureaua, el trebuie ascuțit cu o piatră de tras (de ex. piatră belgiană sau novaculită).